# Архаїчна латина
Архаїчна латина — літературна мова латини у період 240—81 рр. до н. е.
Початковий історичний період латинської мови відомий дуже небагатьма пам'ятками. Перші письмові пам'ятки латинської мови походять, імовірно, з кінця VI — початку V століть до н. е. Серед інших найдавніших пам'яток — напис на золотій застібці з міста Пренеста (VI—V ст. до н. е.), знайдений в 1978 році присвятний напис зі стародавнього міста Сатріка (за 50 км на південь від Риму), що датується останнім десятиліттям VI століття до н. е., а також уривок сакрального напису на уламку чорного каменю («lapis niger»), знайденого в 1899 році під час розкопок римського форуму, що відповідає приблизно до 500 р. до н. е.
До давніх пам'яток архаїчної латини належать також численні надгробні написи (елогії), фрагменти обрядових пісень, декілька релігійних гімнів та офіційні документи середини III — початку II століття до н. е., з яких найвідоміші епітафії на надгробках римських політичних діячів Сципіонів (III ст. до н. е.) і текст сенатської постанови про святилища бога Вакха. Також Архаїчний період характерний першими знахідками (глиняні дощечки, фрагменти запису пісень та законів). Відомими представниками цього часу, є письменники, завдяки яким людству залишилися комедії того часу.

## Історія літературної мови
Історія літературної мови починається 240 р. до н. е., коли військовополонений грек Люцій Лівій Андронік приніс до Риму латинською мовою трагедію і комедію як результат перекладу грецьких творів, зокрема Гомерової «Одіссеї». Незважаючи на обмеженість матеріалу, документи того часу дають можливість виявити ряд рис архаїчної латинської мови, що відрізняють її від пізнішої класичної норми: древні дифтонги, відсутність подвоєння приголосних.
Найбільшим представником архаїчного періоду в області літературної мови є давньоримський комедіограф Плавт (бл. 245 — 184 до н. е.), від якого до нашого часу дійшло 20 комедій повністю й одна — в уривках. Проте словниковий склад комедій Плавта і фонетичний лад його мови вже значною мірою наближаються до норм класичної латини I століття до н. е. — початку I століття. Іншим представником архаїчного періоду є Теренцій (190—159 рр. до н. е.), автор шести комедій.
Матеріал, що дозволяє судити про стан літератури і мови III-ІІ ст. до н.е. дають комедії Плавта та Теренція. Жанрова приналежність їхніх писемних пам’яток (комедія) обумовила той факт, що в них виявилась зафіксованою розмовна мова носіїв латинської мови. В текстах архаїчного періоду відобразились мовні риси, що надалі не увійшли в літературну мову, але продовжували зберігатись в розмовній, і потім перейшли романські мови.